# Sał
Sał (ros. Caл) – rzeka w południowej Rosji w Kałmucji, lewy dopływ Donu o długości 798 km. Źródła znajdują się na wyżynie Jergieni, do Donu wpada w okolicach miasta Siemikarakorsk. Okresowo wysycha.